# Schnella grazielae
Schnella grazielae, também conhecido como unha-de-boi, é uma espécie de  planta do gênero Schnella e da família Fabaceae.
Os botões florais de Schnella grazielae são muito semelhantes aos botões de Schnella angulosa; ambos apresentam nervuras que formam alas.No entanto, podem ser distintas pela primeira apresentar botão floral elíptico a oblongo (vs. ovado a urceolado em S. angulosa); pétala superior espatulada, 2,3-2,5 cm de comprimento e ápice recurvo (vs. pétala superior oblanceolada, 1,4- 2,0 × ,0,3-0,6 cm e ápice agudo em S. angulosa).

## Taxonomia
A espécie foi descrita em 2010 por Richard P. Wunderlin.
Os seguintes sinônimos já foram catalogados:  
- Bauhinia grazielae  Vaz
- Phanera grazielae  (Vaz) Vaz

## Forma de vida
É uma espécie terrícola e trepadeira.

## Conservação
A espécie faz parte da Lista Vermelha das espécies ameaçadas do estado do Espírito Santo, no sudeste do Brasil. A lista foi publicada em 13 de junho de 2005 por intermédio do decreto estadual nº 1.499-R.

## Distribuição
A espécie é endêmica do Brasil e encontrada nos estados brasileiros de Bahia, Espírito Santo e Rio de Janeiro.
A espécie é encontrada no domínio fitogeográfico de Mata Atlântica, em regiões com vegetação de floresta ombrófila pluvial.